# Хотелиерство
Хотелиерството е индустрия, свързана с управлението на хотели и други видове настаняване, като мотели, курорти, къмпинги, вили и др. Тази индустрия включва всички аспекти на хотелския бизнес, включително мениджмънта на хотела, резервационните системи, дизайна на интериора и екстериора на хотела, разработването на услуги, свързани с настаняването и др.
Хотелиерството е мултидисциплинарна индустрия, която изисква знания в области като мениджмънт, маркетинг, финанси, хранене и напитки, гостоприемство, туризъм, дизайн, технически познания и др.
Хотелският бизнес може да бъде много разнообразен, включително малки фамилни хотели, големи вериги от хотели, къмпинги, къщи за гости и много други. Ключовото за успешното управление на хотелския бизнес е да се осигури добро обслужване на гостите и да се осигури добър мениджмънт на всички аспекти на бизнеса.
В същото време, хотелиерството има голямо значение за туризма, като предлага на туристите удобства и услуги за престой, които могат да ги привлекат към дадено място.

## Сектори
Хотелиерството е индустрия с много разнообразни сектори. Някои от основните сектори включват:
1. Настаняване – Този сектор се фокусира върху управлението на стаи, апартаменти, вили, мотели, къмпинги и други видове настаняване.
2. Хранене и напитки – Този сектор включва всички ресторанти, барове, кафетерии и други места за хранене и пиене, които са свързани с хотелския бизнес.
3. Мениджмънт – Този сектор се фокусира върху управлението на хотела и неговите операции. Това включва мениджмънта на персонала, резервационните системи, бюджетирането и маркетинговите стратегии.
4. Финанси – Този сектор включва управлението на финансите на хотела, включително бюджетирането, управлението на разходите и приходите и др.
5. Дизайн – Този сектор включва проектирането на интериора и екстериора на хотела, както и украсата на общите зони и стаите.
6. Маркетинг – Този сектор включва рекламните и маркетинговите стратегии, които се използват за привличане на гости в хотела.
7. Технически сектор – Този сектор се фокусира върху поддръжката на сградата и на оборудването в хотела, включително електрически системи, вентилация, водоснабдяване и др.

Тези сектори са свързани и се взаимодействат помежду си, за да осигурят добро функциониране на хотелския бизнес и отлично преживяване на гостите.